# مارك برادفورد
مارك برادفورد (بالإنجليزية: Mark Bradford)‏ هو لاعب كرة قدم أمريكية أمريكي، ولد في 7 أكتوبر 1984 في لوس أنجلوس في الولايات المتحدة.

## وصلات خارجية
- مارك برادفورد على موقع كلية كرة السلة في سبورتس رفرنس.كوم (الإنجليزية)
- مارك برادفورد على موقع ريلجم (الإنجليزية)
- مارك برادفورد على موقع JustSportsStats.com (الإنجليزية)